# Лундквист, Мария
Анника Мария Лундквист (швед. Annika Maria Lundqvist; род. 14 октября 1963 года, Гётеборг) — шведская телевизионная и театральная актриса и комик, обладательница двух премий «Золотой жук» в номинациях «Лучшая актриса в главной роли» (2005 год) и «Лучшая актриса второго плана» (2008 год).

## Биография
Анника Мария Лундквист родилась 14 октября 1963 года в районе Вестра Фрёлунда города Гётеборг в лене Вестра-Гёталанд, Швеция. С детства участвовала в различных театральных постановках, играла в молодёжных проектах, а затем в местном народном театре «Folkteatern», после чего в 19 лет поступила в гётеборгскую театральную школу. В 1986 году, после её окончания, впервые выступала в Королевском драматическом театре в Стокгольме, но практически сразу же перешла в «Fria Proteatern». После 1988 года вернулась в Гётеборг, где играла в местных театрах до 2000 года. 
Известность как актёр-комик Мария получила после ревю «Проверьте глобус» 1996 года и роли Салли, которую она исполняла в одноимённом теле-шоу с 1998 года. Мария Лундквист также играла в мюзиклах, выступала в различных театрах Швеции. Её успех на сцене начался в 1988 году в театре «Folkteatern» с постановки «Knäckebröd med hovmästarsås» (и её телевизионной адаптации 1991 года).
С 1986 по 2010 годы Мария Лундквист была замужем за шведским актёром и сценаристом Микаэлем Бенгтссоном. Они познакомились в Гётеборге, куда Микаэль переехал из Скары, где получал театральное образование. В дальнейшем семья Бенгтссон-Лундквист переехали в Стокгольм, где у Марии было больше возможностей для работы в драматическом театре (Микаэль работал сценаристом и мог писать где угодно). У пары было четверо детей (сыновья Антон (род. 1989) и Арвид (род. 1992), дочери Альва (род. 1998) и Нура (род. 2004)), старший из которых пошёл по стопам родителей, став актёром (в частности, Мария и Антон Лундквист вместо играли в фильме «Прекрасное ужасное Рождество» 2015 года). После 24 лет совместной жизни Мария и Микаэль развелись. 
После развода Мария около 6 лет встречалась с Кристоффером Хельстрёмом, который младше её на 21 год. В 2017 году Мария и Кристоффер поженились.

## Избранная фильмография
| Год       |     | Русское название             | Оригинальное название          | Роль                              |
| --------- | --- | ---------------------------- | ------------------------------ | --------------------------------- |
| 1982      | кор | Встретимся на Бродвее        | Vi ses på Bråddvaj             | Беда / Beda                       |
| 1999—1999 | с   | Салли                        | Sally                          | Салли / Sally                     |
| 2001      | ф   | Семейные тайны               | Familjehemligheter             | Мона Бендрикс / Mona Bendricks    |
| 2001      | ф   | Дедлайн                      | Sprängaren                     | Ева-Бритт Квист / Eva-Britt Qvist |
| 2005      | ф   | Моя лучшая мама              | Äideistä parhain               | Сигни Йёнссон / Signe Jönsson     |
| 2007      | ф   | Новый человек                | Den nya människan              | Сульбритт / Solbritt              |
| 2006      | ф   | Отель разбитых сердец        | Heartbreak Hotel               | Гудрун Нюман / Gudrun Nyman       |
| 2008      | ф   | Сердце небес                 | Himlens hjärta                 | Анн / Ann                         |
| 2008      | ф   | Добровольно-принудительно    | De ofrivilliga                 | актриса Мария / Maria             |
| 2008      | ф   | Незабываемые моменты         | Maria Larssons eviga ögonblick | Мисс Петрен / Fröken Petrén       |
| 2009      | ф   | Принцесса                    | Prinsessa                      | Ева, мать Майи / Eva, Majas mamma |
| 2012—2016 | с   | 30 градусов в феврале        | 30 grader i februari           | Кайса / Kajsa                     |
| 2014      | ф   | Таблетки                     | Medicinen                      | Луиза / Louise                    |
| 2015      | ф   | Прекрасное ужасное Рождество | En underbar jävla jul          | Моника / Monica                   |

## Награды и премии
Легенда
 Награды за театральные постановки
| Награды и номинации | Награды и номинации                     | Награды и номинации                    | Награды и номинации                                     | Награды и номинации |
| Год                 | Награда                                 | Категория                              | Работа                                                  | Результат           |
| ------------------- | --------------------------------------- | -------------------------------------- | ------------------------------------------------------- | ------------------- |
| 1996                | Золотая маска                           | Лучшая исполнительница второго плана   | Ревю Проверьте глобус                                   | Победа              |
| 1998                | Золотая маска                           | Лучшая исполнительница                 | Парни и куколки (реж. Г. Марклунд, театр Oscarsteatern) | Победа              |
| 2001                | Золотой жук                             | Лучшая актриса                         | Семейные тайны                                          | Номинация           |
| 2001                | Золотой жук                             | Лучшая актриса второго плана           | Дедлайн                                                 | Номинация           |
| 2005                | Таллинский кинофестиваль «Темные ночи»  | Лучшая актриса                         | Моя лучшая мама                                         | Победа              |
| 2005                | Каирский международный кинофестиваль    | Лучшая актриса                         | Моя лучшая мама                                         | Победа              |
| 2005                | Золотое солнце                          | Вклад в киноискусство за последний год | Вклад в киноискусство за последний год                  | Победа              |
| 2006                | Международный кинофестиваль в Сан-Паулу | Лучшая актриса                         | Моя лучшая мама                                         | Победа              |
| 2006                | Международный кинофестиваль в Фестории  | Лучшая актриса                         | Моя лучшая мама                                         | Победа              |
| 2006                | Юсси                                    | Лучшая актриса                         | Моя лучшая мама                                         | Победа              |
| 2006                | Золотой жук                             | Лучшая актриса                         | Моя лучшая мама                                         | Победа              |
| 2007                | Золотой жук                             | Лучшая актриса второго плана           | Новый человек                                           | Номинация           |
| 2009                | Золотой жук                             | Лучшая актриса второго плана           | Сердце небес                                            | Победа              |
| 2010                | Стипендия Karamelodiktstipendiet        | За вклад в развитие шведского языка    | За вклад в развитие шведского языка                     | Победа              |